# Гаврилов, Николай Иванович (военачальник)
Гаврилов Николай Иванович (13 апреля 1857 — после 1917) — русский военачальник, генерал-лейтенант.

## Биография
Родился 13 (25) апреля 1857 года. Образование получил в Казанской классической гимназии, по окончании которой 2 июня 1873 года поступил в Казанское пехотное юнкерское училище. Был выпущен прапорщиком 28 февраля 1877 года в 163-й Ленкоранский пехотный полк, в составе которого участвовал в Русско-турецкой войне. Чины: подпоручик (1877), поручик (1879), штабс-капитан (1881).
В 1885 году окончил Офицерскую стрелковую школу с присвоением звания капитана. С 1 января 1890 года — подполковник.
Был произведён 9 января 1902 года в полковники и с 9 марта 1902 года по 1 июня 1904 года командовал 8-м Кавказским стрелковым батальоном. С 1 июня 1904 года по 28 сентября 1907 года — командир 15-го гренадерского Тифлисского полка; генерал-майор с 31 мая 1907 года.
С 28 сентября 1907 года по 3 февраля 1910 года командир 2-й бригады Кавказской гренадерской дивизии. С 3 февраля 1910 года по 19 июля 1914 года командир 1-й бригады 21-й пехотной дивизии.
Генерал-лейтенант с 1914 года. Участвовал в Первой мировой войне; с 19 июля 1914 года по 22 апреля 1917 года командовал 79-й пехотной дивизией.

## Награды
- орден Св. Анны 4-й ст. (1877);
- орден Св. Станислава 3-й ст. с мечами и бантом (1878);
- орден Св. Анны 3-й ст. с мечами и бантом (1878);
- орден Св. Станислава 2-й ст. (1887);
- орден Св. Анны 2-й ст. (1893);
- орден Св. Владимира 4-й ст. с бантом (1901);
- орден Св. Владимира 3-й ст. (1906);
- орден Св. Станислава 1-й ст. (1911);
- Георгиевское оружие (ВП 21.05.1915).